# Ivanice
Ivanice (maďarsky Balogiványi) jsou obec na Slovensku v okrese Rimavská Sobota v Banskobystrickém kraji. Žije zde 277 obyvatel, rozloha katastrálního území činí 5,60 km². Při sčítání obyvatel v roce 2001 se 95 % obyvatel hlásilo k maďarské národnosti.